# 吉岡琳吾
吉岡 琳吾（よしおか りんご、4月4日 - ）は、日本の男性声優。京都府出身。アーツビジョン所属。

## 来歴
日本ナレーション演技研究所出身。

## 人物
趣味・特技はピアノ、トランペット、コントラバス、神社巡り。
所持資格はわな猟免許。　
方言は京都弁。

## 出演

### テレビアニメ
2018年
- ゾンビランドサガ
- ツルネ -風舞高校弓道部-（看的担当）

2019年
- ダンベル何キロ持てる?（ボクサー）
- ドラえもん（テレビ朝日版第2期）（2019年 - 2025年、局P、監督、作業員②、ハンター②）

2021年
- ポケットモンスター（レジーナ父）
- SCARLET NEXUS（政治家）
- 名探偵コナン（2021年 - 2024年、職員、鑑識、工事業者男性）

2022年
- スローループ（釣り大会客）
- であいもん（まるとめ店員、町会長、お米屋さん、昭彦）
- パズドラ（猛毒ちゃん）
- 東京ミュウミュウ にゅ〜♡（2022年 - 2023年、スタッフ、係員） - 2シリーズ
- 虫かぶり姫（護衛）
- 聖剣伝説 Legend of Mana -The Teardrop Crystal-（海賊、珠魅）
- ジョジョの奇妙な冒険 ストーンオーシャン（2022年  - 2023年、看守、小人B） - 2シリーズ

2023年
- クレヨンしんちゃん（怪人、社員A）
- ゾン100〜ゾンビになるまでにしたい100のこと〜（隊員）

2024年
- SHY 東京奪還編
- 魔王軍最強の魔術師は人間だった（兵士F）
- 青のミブロ（2024年 - 2025年、町人、刺客、商人、門人）
- 星降る王国のニナ（神殿長）
- 精霊幻想記2（騎士たち、兵士）
- チ。-地球の運動について-（2024年 - 2025年、貧民）

2025年
- フェルマーの料理（ダビド・サロ・ペーニャ）
- 神椿市建設中。（警察署長）

### 劇場アニメ
- 化け猫あんずちゃん（2024年）

### Webアニメ
- 虫籠のカガステル（2020年）
- バトルスピリッツ ミラージュ（2022年、ゴッツレン[27]）

### ゲーム
- 白と黒のアリス -Twilight line-（2018年）
- FOX-Flame Of Xenocide-（2018年、ソーラ）
- 戦の海賊（2020年、バンディ）
- 三国志ヒーローズ（2020年、関羽）
- クイズRPG 魔法使いと黒猫のウィズ（2021年、ハチノジ・インフィニティア）
- ファイナルファンタジーXVI（2023年）
- アーマード・コアVI ファイアーズオブルビコン（2023年）
- 信長の野望 出陣（2023年 - 、直江景綱、原虎胤、柳生宗矩[28]）
- メタファー：リファンタジオ（2024年、魔道器商会総代）

### 吹き替え

#### ドラマ
- ニックのいたずら

### ナレーション
- Audible オーディオブック 日本史の法則

### シリーズ一覧
1. ↑  第1期（2022年）、第2期（2023年）
2. ↑  第2クール（2022年）、第3クール（2023年）